# 2018 FIFAワールドカップ・決勝

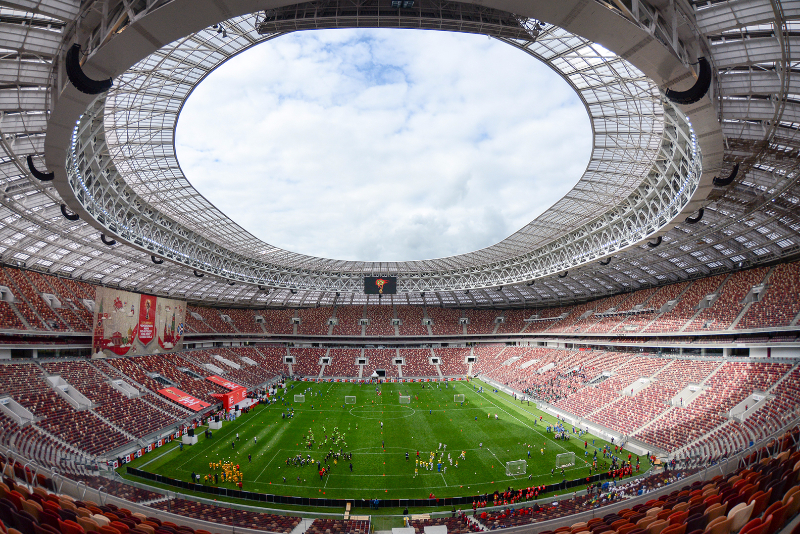
決勝の舞台となったルジニキ・スタジアム。

2018 FIFAワールドカップ・決勝は、2018年7月15日 (現地時間)にロシア・モスクワのルジニキ・スタジアムで行われた第21回目のFIFAワールドカップの決勝戦である。

## ファイナリスト
決勝に駒を進めたのは、フランスとクロアチアの2チームであった。ベスト4はフランスとクロアチアの他、ベルギーとイングランドと欧州サッカー連盟 (UEFA) 加盟の4カ国で独占しており、この時点でヨーロッパ勢が4大会連続 で制することが決まっていた。
フランスは2006年ドイツ大会以来3大会ぶり3回目の決勝進出で、1998年の自国開催大会以来20年ぶり2回目の優勝を目指す。代表監督を務めるディディエ・デシャンは1998年大会の優勝チームのキャプテンであり、優勝すればマリオ・ザガロ（ブラジル） とフランツ・ベッケンバウアー（西ドイツ） に次いで3人目となる「選手・監督の両方でW杯優勝を経験した人物」となる。
一方、クロアチアはフランスの優勝した1998年大会での3位がこれまでの最高成績で、初の決勝進出となり初優勝を目指すことになる。このときのクロアチアのFIFAランキングは20位で、1993年のランキング導入以降では最も低い順位の国による決勝進出であった。
両チームの対戦はこれまで5回あるが、対戦成績はフランスの3勝2分でクロアチアはこれまでフランスに勝ったことが無かった。両チームの初対戦は1998年7月8日に行われた1998 FIFAワールドカップ・準決勝で、フランスが2-1で勝利している（両国がFIFAワールドカップで対戦したのはこれまでこの1回だけだった。）。他には2004年6月17日にポルトガルで行われたUEFA EURO 2004 1次リーグで対戦があり、このときは2-2の引き分けであった。

## 決勝までの道のり
UEFA EURO 2016で準優勝した若いメンバー中心に望んだフランスは、欧州予選グループAを7勝2分1敗の1位で突破し、本戦出場を果たした。本大会ではグループCに入り、オーストラリアとペルーに連勝して決勝トーナメント進出を決める。（第3戦のデンマークには引き分け。）。決勝トーナメント1回戦では19歳のFWキリアン・エムバペの2ゴールでリオネル・メッシらを擁するアルゼンチンを相手に突き放して4-3で逆転勝利を収め、さらに準々決勝ではFWエディンソン・カバーニを怪我で欠いたウルグアイを2-0で下し、準決勝では今大会最多得点を誇るベルギーと対戦、DFサミュエル・ユムティティのゴールを守り切って1-0で勝利し決勝進出を決めた。
一方、UEFA EURO 2016でベスト16入りを果たし第二の「黄金世代」とも呼ばれるメンバーで望んだクロアチアは、欧州予選グループIで6勝2分2敗とアイスランドに次ぐ2位でプレーオフに進み、ギリシャを2戦合計4-1で下して本戦進出を決めた。本大会では欧州予選を戦ったアイスランドと共にグループDに入り、ナイジェリア、アルゼンチン、アイスランドに3連勝して決勝トーナメント進出を決めた。決勝トーナメントでは1回戦のデンマーク、準々決勝のロシアの両相手に延長の末PK戦で下して勝ち上がり、準決勝では得点ランキングトップのハリー・ケインらを擁するイングランドを相手に3試合連続の延長戦にもつれ込むも、延長後半にFWマリオ・マンジュキッチのゴールで逆転勝利を収め、前評判を覆して初の決勝進出を決めた。なお、決勝トーナメントで3試合連続で延長戦を戦って決勝進出を決めたチームは初めてである。
| チーム         | 試 | 勝 | 分 | 負 | 得 | 失 | 差 | 点 |
| -------------- | -- | -- | -- | -- | -- | -- | -- | -- |
| フランス       | 3  | 2  | 1  | 0  | 3  | 1  | +2 | 7  |
| デンマーク     | 3  | 1  | 2  | 0  | 2  | 1  | +1 | 5  |
| ペルー         | 3  | 1  | 0  | 2  | 2  | 2  | 0  | 3  |
| オーストラリア | 3  | 0  | 1  | 2  | 2  | 5  | −3 | 1  |

| チーム       | 試 | 勝 | 分 | 負 | 得 | 失 | 差 | 点 |
| ------------ | -- | -- | -- | -- | -- | -- | -- | -- |
| クロアチア   | 3  | 3  | 0  | 0  | 7  | 1  | +6 | 9  |
| アルゼンチン | 3  | 1  | 1  | 1  | 3  | 5  | -2 | 4  |
| ナイジェリア | 3  | 1  | 0  | 2  | 3  | 4  | -1 | 3  |
| アイスランド | 3  | 0  | 1  | 2  | 2  | 5  | −3 | 1  |

## 試合
両チームとも、ベストメンバーをそろえた一戦で序盤から攻勢に出たのは決勝トーナメントでフランスよりも1試合分（90分 = 延長戦30分×3）長く戦っており、しかも準決勝からの日程もフランスより1日短く、コンディション面で不利と目されていた クロアチアだったが、フランスの体を張った守備の前に決定機に持ち込むことは出来なかった。すると前半18分、フランスが右サイドでフリーキックを得ると、FWアントワーヌ・グリーズマンがゴール前に放ったクロスボールに対しクリアを試みたクロアチアのFWマンジュキッチの頭に触れたボールはそのままゴールに吸い込まれてしまい、それまでシュート0本だったフランスがオウンゴールという形で先制に成功する。その11分後、クロアチアのMFルカ・モドリッチのフリーキックは前線右サイドに駆け上がったDFシメ・ヴルサリコが頭でゴール前に折り返し混戦となるが、ゴール正面でクロアチアのDFドマゴイ・ヴィダが後ろ向きに落としたボールにFWイヴァン・ペリシッチが左に持ち出して左足で強烈なミドルシュート。これがゴールに突き刺さり、クロアチアが同点に追いついた。
前半35分、フランスのFWグリーズマンの右コーナーキックをクロアチアのFWペリシッチがクリアしたが、すぐそばにいたフランスのMFブレーズ・マテュイディがペリシッチのハンドをアピールする。今大会から導入されたビデオ・アシスタント・レフェリー (VAR) で確認した結果、主審のネストル・ピタナはペリシッチのハンドを認定した。ペナルティーキックの判定となり、これをフランスのFWグリーズマンがきっちり決めて勝ち越しに成功する。フランスが2-1とリードして前半を折り返した。
後半に入り、48分（後半3分）にはクロアチアがMFイヴァン・ラキティッチのスルーパスに反応したFWアンテ・レビッチがシュートを放つも、フランスのGKウーゴ・ロリスのファインセーブに阻まれ、逆に52分（後半7分）にはフランスがMFポール・ポグバのスルーパスから右サイドを駆け上がったFWエムバペがペナルティエリア内に持ち込んでシュートを放つも、クロアチアのGKダニエル・スバシッチが距離を詰めてセーブするなど立ち上がりは一進一退の攻防を見せた。しかし、59分（後半14分）にフランスのFWグリーズマンが落としたボールをMFポグバがペナルティエリアの外からミドルシュートを決め、さらに65分（後半20分）にはフランスのDFリュカ・エルナンデスのパスを受けたFWエムバペがペナルティエリア外からミドルシュートを決め、一気にフランスがクロアチアを突き放していった。69分（後半24分）には、フランスのDFユムティティからのバックパスを処理しようとしたGKロリスのトラップしたボールをゴール前に詰めていたクロアチアのFWマンジュキッチが押し込んで1点を返す も、クロアチアの反撃は結局ここまでで、フランスが4-2で勝利し5大会ぶり2度目のワールドカップ制覇を成し遂げた。決勝が90分で決着がついたのは2002年日韓大会以来4大会ぶりであった。

### 結果
| フランス                                                                            | 4 - 2    | クロアチア                            |
| ----------------------------------------------------------------------------------- | -------- | ------------------------------------- |
| マンジュキッチ 18分 (o.g.) · グリーズマン 38分 (pen.) · ポグバ 59分 · エムバペ 65分 | レポート | ペリシッチ 28分 · マンジュキッチ 69分 |

| フランス | クロアチア |

| GK                   | 1  | ウーゴ・ロリス             |      |      |
| RB                   | 2  | バンジャマン・パヴァール   |      |      |
| CB                   | 4  | ラファエル・ヴァラン       |      |      |
| CB                   | 5  | サミュエル・ユムティティ   |      |      |
| LB                   | 21 | リュカ・エルナンデス       | 41分 |      |
| CM                   | 6  | ポール・ポグバ             |      |      |
| CM                   | 13 | エンゴロ・カンテ           | 27分 | 55分 |
| RW                   | 10 | キリアン・エムバペ         |      |      |
| AM                   | 7  | アントワーヌ・グリーズマン |      |      |
| LW                   | 14 | ブレーズ・マテュイディ     |      | 73分 |
| CF                   | 9  | オリヴィエ・ジルー         |      | 81分 |
| 控え選手:            |    |                            |      |      |
| DF                   | 3  | プレスネル・キンペンベ     |      |      |
| FW                   | 8  | トマ・レマル               |      |      |
| FW                   | 11 | ウスマン・デンベレ         |      |      |
| MF                   | 12 | コランタン・トリッソ       |      | 73分 |
| MF                   | 15 | スティーヴン・エンゾンジ   |      | 55分 |
| GK                   | 16 | スティーヴ・マンダンダ     |      |      |
| DF                   | 17 | アディル・ラミ             |      |      |
| FW                   | 18 | ナビル・フェキル           |      | 81分 |
| DF                   | 19 | ジブリル・シディベ         |      |      |
| FW                   | 20 | フロリアン・トヴァン       |      |      |
| DF                   | 22 | バンジャマン・メンディ     |      |      |
| GK                   | 23 | アルフォンス・アレオラ     |      |      |
| 監督:                |    |                            |      |      |
| ディディエ・デシャン |    |                            |      |      |

| GK                 | 23 | ダニエル・スバシッチ       |        |      |
| RB                 | 2  | シメ・ヴルサリコ           | 90+2分 |      |
| CB                 | 6  | デヤン・ロヴレン           |        |      |
| CB                 | 21 | ドマゴイ・ヴィダ           |        |      |
| LB                 | 3  | イヴァン・ストリニッチ     |        | 82分 |
| CM                 | 7  | イヴァン・ラキティッチ     |        |      |
| CM                 | 11 | マルセロ・ブロゾヴィッチ   |        |      |
| RW                 | 18 | アンテ・レビッチ           |        | 71分 |
| AM                 | 10 | ルカ・モドリッチ           |        |      |
| LW                 | 4  | イヴァン・ペリシッチ       |        |      |
| CF                 | 17 | マリオ・マンジュキッチ     |        |      |
| 控え選手:          |    |                            |        |      |
| GK                 | 1  | ドミニク・リヴァコヴィッチ |        |      |
| DF                 | 5  | ヴェドラン・チョルルカ     |        |      |
| MF                 | 8  | マテオ・コヴァチッチ       |        |      |
| FW                 | 9  | アンドレイ・クラマリッチ   |        | 71分 |
| GK                 | 12 | ロヴレ・カリニッチ         |        |      |
| DF                 | 13 | ティン・イェドヴァイ       |        |      |
| MF                 | 14 | フィリプ・ブラダリッチ     |        |      |
| DF                 | 15 | ドゥイェ・チャレタ＝ツァル |        |      |
| MF                 | 19 | ミラン・バデリ             |        |      |
| FW                 | 20 | マルコ・ピアツァ           |        | 82分 |
| DF                 | 22 | ヨシプ・ピヴァリッチ       |        |      |
| FW                 | 16 | ニコラ・カリニッチ (欠席)  |        |      |
| 監督:              |    |                            |        |      |
| ズラトコ・ダリッチ |    |                            |        |      |

| Man of the Match: アントワーヌ・グリーズマン (フランス) 副審: エルナン・マイダナ (アルゼンチン) フアン・パブロ・ベラッティ (アルゼンチン) 第4の審判: ビョルン・カイペルス (オランダ) 予備副審: エルウィン・ゼインストラ (オランダ) ビデオ・アシスタント・レフェリー: マッシミリアノ・イラッティ (イタリア) アシスタント・ビデオビデオ・アシスタント・レフェリー: マウロ・ビリャーノ (アルゼンチン) カルロス・アストローサ (チリ) ダニー・マッケリ (オランダ) | 試合ルール - 試合時間は90分。 - 90分終了後同点の場合、30分の延長戦が行われる。 - 120分終了後同点の場合、PK戦で勝敗が決定される。 - 90分内で決着が付いた場合3人、延長戦に突入した場合4人まで交代可能。 |

| 2018 FIFAワールドカップ優勝国 |
| ----------------------------- |
| · フランス · 5大会ぶり2回目   |

## エピソード
- この試合の52分（後半7分）、ロシアの反体制パンクバンド「プッシー・ライオット」のメンバー4人が警察官の衣装を着てピッチに乱入し、フランスのFWエムバペにハイタッチしたりするなどもして、試合を一時中断させた。のち4人は警備員に取り押さえられ、場外へ出された[12][13]。

## テレビ放送
日本では日本放送協会 (NHK) が生中継を担当し、総合テレビで2018年7月15日23:45 - 翌2:52に放送。深夜帯の放送にもかかわらず、関東地区で15.5%の視聴率を獲得した。解説は山本昌邦と藤田俊哉、実況は曽根優アナ。
また、TBSテレビは試合日翌朝の2018年7月16日9:55 - 12:30に録画中継を実施。解説は福田正博と戸田和幸、実況は土井敏之。

### 注記
1. ↑  直近3大会の優勝チームは2006年ドイツ大会がイタリア、2010年南アフリカ大会がスペイン、2014年ブラジル大会がドイツ。
2. ↑  選手として1958年スウェーデン大会と1962年チリ大会で連覇、監督として1970年メキシコ大会で優勝。
3. ↑  選手として1974西ドイツ大会で優勝、監督として1990イタリア大会で優勝。